# اشتباكات الزنتان 2012
بدأت اشتباكات الزنتان يوم 17 يونيو 2012، إثر مقتل رجل من مدينة الزنتان بعد التوقف عند نقطة تفتيش أثناء محاولة نقل دبابات من مستودع الأسلحة في مدينة مزدة إلى مدينة الزنتان.
خلال عهد القذافي، كان يتم اغتصاب الأرض غالبًا من قبيلة ما وإعطاؤها لأخرى، مما يخلق ويثير توترات بين القبائل. ومما زاد هذا الاستياء الذي امتد طويلاً هو اختيار جماعات أخرى مثل قبيلة المشاشية عدم المشاركة في ثورة 17 فبراير، في حين لعب مقاتلون من مدينة الزنتان دورًا بارزًا في القتال لصالح المجلس الوطني الانتقالي.
ونتيجة للقتال العنيف بين القبائل المختلفة، تم نشر قوات حكومية بالمنطقة يوم 17 يونيو. وتم إعلان المنطقة بعد ذلك على أنها منطقة عسكرية. وقد أدى نشر الجنود وفرض وقف إطلاق النار الجبري من الحكومة  من منع المزيد من الاشتباكات، مع تصريح المتحدث باسم الحكومة الليبية؛ ناصر المناع، بانتهاء القتال في 18 يوينو.